# Thea LaFondová
Thea Noeliva LaFondová Gadsonová (* 5. dubna 1994) je dominická trojskokanka, halová mistryně světa a olympijská vítězka.

## Kariéra
Rodačka z Roseau emigrovala z rodné země v pěti letech a s rodinou se usadila ve Spojených státech amerických. V dětství se věnovala tanci, ale její rodina si dále nemohla dovolit platit taneční lekce. Na střední škole objevila svůj talent pro atletiku, který později rozvíjela na univerzitě v Marylandu.
Během kvalifikace trojskoku na Letních olympijských hrách 2020 v Tokiu postoupila do finále výkonem 14,60 m. Ve finále však skončila poslední výkonem 12,57 m. V březnu 2024 na halovém mistrovství světa ve skotském Glasgow vylepšila národní rekord na 15,01 m a vybojovala titul halové mistryně světa.
Na olympiádě v Paříži skokem 15,02 m vybojovala zlatou medaili a historicky první olympijský cenný kov pro svou zemi.
Jejím manželem a trenérem je Aaron Gadson.